# 보협인석탑
보협인석탑(寶篋印石塔)은 고려시대의 석탑이다. 1982년 12월 7일 대한민국의 국보 제209호로 지정되었다. 

## 개요
보협인탑이란 『보협인다라니경』을 그 안에 안치하고 있기 때문에 붙여진 이름으로 한국에서는 유일한 석조 보협인탑이다. 
중국 오월(吳越國)의 마지막 왕인 충의왕 전홍숙은 인도의 아소카왕이 부처의 진신사리를 8만 4천기의 탑에 나누어 봉안하였다는 고사를 본따 금, 동, 철 등의 재료로 소탑 8만 4천기를 만들고 그 속에 일일이 『보협인다라니경』을 안치한데서 유래한 것으로 보인다. 
현재 5개의 돌만 남아있어 완형은 아니지만 한국에 하나밖에 없는 매우 귀중한 가치를 지니고 있고, 탑의 형식은 한국 석탑의 일반형식과 전혀 달라서 기단과 탑신의 구분이 뚜렷하지 않고 완전한 형태를 짐작하기도 어렵다.
뚜껑을 덮은 듯한 네모난 상자모양의 돌 2개를 포개어 놓은 후, 그 위로 귀를 세운 머리장식을 얹어 놓은 모습이다. 불상이 새겨진 육면체 위체 4각형의 받침돌을 놓고 다시 그 위에 육면체가 놓이는데 4면에 부처님의 전생설화가 새겨 있다. 이 탑몸돌 윗면 중앙에는 『보협인다라니경』을 안치했던 것으로 보이는 둥근 사리구멍이 남아있다. 
충청남도 천안시 동남구 북면 대평리 탑골의 절터(구룡사로 전해진다)에 있던 것을 1967년에 동국대학교 박물관으로 옮겨 세웠다.
기단석 각면에 2구씩의 나한상이 조각되어 있으며, 탑신괴임석에는 당초문(덩굴무늬)과 양연문이 조각되어 있고, 탑신 각면에 석가본생도 조각과 사리공이 있다. 뚜껑돌에는 덩굴무늬와 48개 연꽃무늬를 새겼고, 상륜부에는 말의 귀 모양을 한 연꽃무늬 판을 네 귀퉁이에 조각했다. 

## 참고 자료
- 보협인석탑 - 국가유산청 국가유산포털
- 서울문화재 > 석조물 > 석탑 >보협인석탑[깨진 링크(과거 내용 찾기)]

 본 문서에는 서울특별시에서 지식공유 프로젝트를 통해 퍼블릭 도메인으로 공개한 저작물을 기초로 작성된 내용이 포함되어 있습니다.